# Manuel Bescós
Manuel Bescós Almudévar (Escanilla, 1866-Huesca, 1928), también conocido por su pseudónimo Silvio Kossti, fue un escritor, periodista, almacenista de vinos, político y abogado español. Llegó a ejercer como alcalde de Huesca.

## Biografía
Nació en la localidad oscense de Escanilla en 1866. Su padre, Francisco Bescós, ha sido descrito como «un carlista convencido». Manuel Bescós desarrolló una intensa amistad con Joaquín Costa, que comenzaría hacia 1896, y que se canalizaría con los años a través de una relación epistolar. Trabajó en periódicos como El Liberal, El Diario de Huesca, El Pueblo, El Imparcial, El Porvenir o El Heraldo de Aragón, escribiendo artículos de índole política —los más numerosos—, literarios o crónicas de viajes, entre otros.
En relación con su seudónimo «Silvio Kossti», varios autores sostienen que Bescós lo eligió en honor a su amigo Joaquín Costa. También empleó, puntualmente, el alias de «Pico de Mirandola». Entre sus ocupaciones se encontró la de almacenista de vinos.
Ateo, anticlerical y crítico con el sistema turnista de la Restauración, el socialismo y el republicanismo, terminó desencantado con toda la clase política española. Según Brioso y Mayral un «liberal de ideas avanzadas», fue un germanófilo autodeclarado y a partir de la Primera Guerra Mundial defendió la necesidad de una dictadura.

¿Qué ha de ser república?, monarquía?, dictadura?, demonios colorados? me es igual. Todo es accidental y adjetivo (...). ¿Qué sólo un dictador es capaz de sacudir la inercia milenaria del rebaño? Pues venga ese dictador,...
Silvio Kossti, La gran guerra, 1917 (Nueno Carrera, 1988, p. 253).

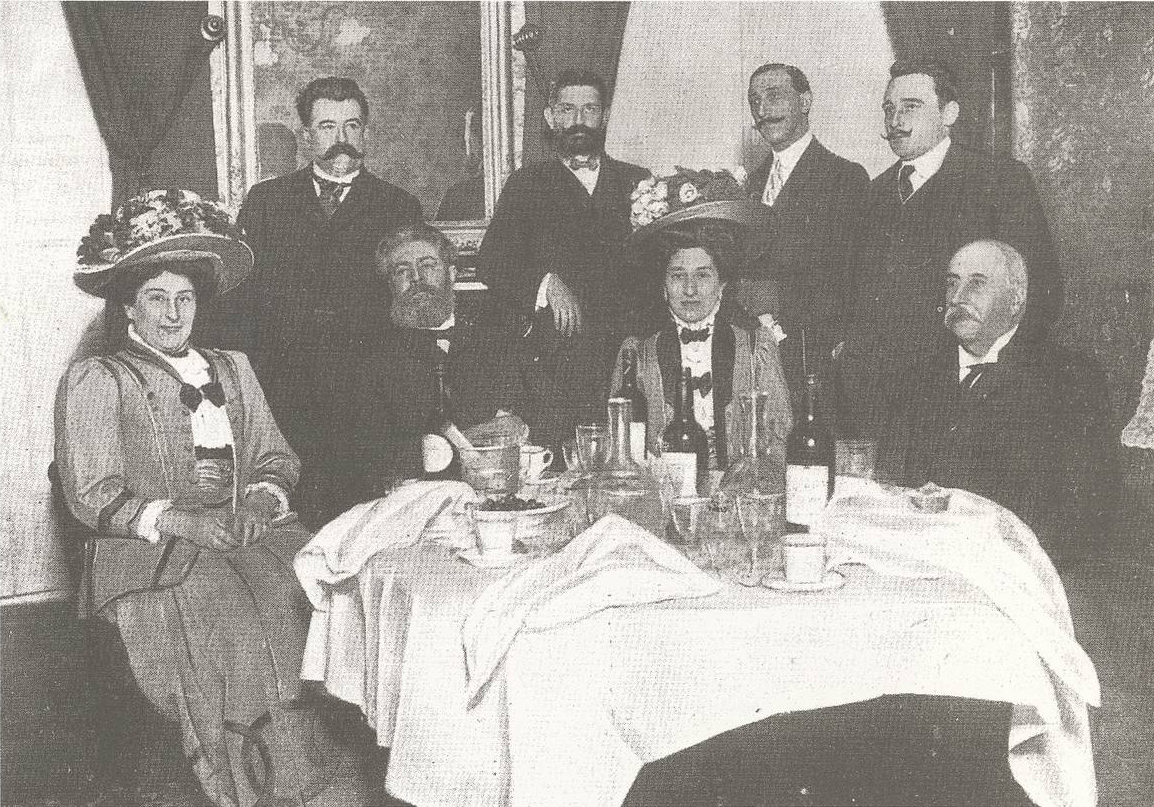
Manuel Bescós con Joaquín Costa, Miguel Morayta, el doctor Calzada, la familia de este y otros amigos, en mayo de 1908, Madrid.

Como escritor fue autor de Las tardes del sanatorio (1909), La gran guerra (1917) y Epigramas (1920). Defensor de un nacionalismo/regionalismo aragonés, propugnó un modelo confederal en la península, junto con Portugal, viendo con buenos ojos el desarrollo de la autonomía catalana.
Fue alcalde de la ciudad de Huesca desde el 2 de octubre de 1923 hasta su abandono del cargo cuatro meses después, el 27 de enero de 1924. En el plano personal estuvo casado con María Cruz Lasierra y tuvo siete hijos: María Cruz, Rafael, María Teresa, Adriana (suegra de Juan Miguel Villar Mir), Manuel, Fernando y Blanca. Falleció en Huesca el 1 de diciembre de 1928.